# Pardon Me (singolo)
Pardon Me è un singolo del gruppo musicale statunitense Incubus, pubblicato nel 2000 ed estratto dall'album Make Yourself.

## Tracce
- Singolo USA

1. Pardon Me (Album Version)
2. Crowded Elevator
3. Pardon Me (Acoustic)
4. Drive (Acoustic)

## Formazione
- Brandon Boyd – voce
- Mike Einziger – chitarra
- Dirk Lance – basso
- Chris Kilmore – giradischi
- José Pasillas – batteria